# Vũ Thị Hoa
Vũ Thị Hoa (* 6. November 2003 in Đô Lương, Nghệ An) ist eine vietnamesische Fußballspielerin.

## Karriere

### Vereine
Auf Klubebene war sie von 2020 bis 2021 bei Hà Nội II WFC, seit dem Jahr 2022 ist sie nun Teil der Mannschaft vom Hà Nội I WFC.

### Nationalmannschaft
Mit der U16 nahm sie an der Asienmeisterschaft 2019 teil. Ein paar Monate später nahm sie mit der U19 dann an deren Asienmeisterschaft teil.
Erste Einsätze für die vietnamesische A-Nationalmannschaft sammelte ab dem Jahr 2023. Hier nahm sie mit der Mannschaft bereits an den Südostasienspielen 2023 teil und gewann mit dieser die Gold-Medaille.
Am 2. Juli 2023 wurde sie für den finalen Kader bei der Weltmeisterschaft 2023 nominiert.